# Laçın (district)
Laçın (ook geschreven als Lachin) is een rayon van Azerbeidzjan. 
Sinds de oorlog in Nagorno-Karabach was het gebied onder controle van de niet-erkende republiek Nagorno-Karabach, dat het gebied Kasjatag noemde. In het rayon bevindt zich de belangrijkste verbinding tussen Armenië en Nagorno-Karabach, namelijk de Laçın-corridor.
In het kader van een vredesakkoord op 10 november 2020 zegde Armenië toe het district op 1 december 2020 terug te geven aan Azerbeidzjan. Het akkoord werd bereikt na onderhandelingen tussen Armenië, Rusland en Azerbeidzjan vanwege een nieuwe oorlog. Het district werd op 1 december ontruimd en overgenomen door Azerbeidzjan met uitzondering van een klein deel, waaronder de hoofdstad en de Laçın-corridor. Daar werd een Russische vredesmacht gestationeerd. De stad Laçın werd op 26 augustus 2022 teruggegeven aan Azerbeidzjan.